# Nemoria duniae
Nemoria duniae är en fjärilsart som beskrevs av Linda M. Pitkin 1993. Nemoria duniae ingår i släktet Nemoria och familjen mätare. Inga underarter finns listade i Catalogue of Life.